# 中国自然灾害
中国是世界上自然灾害最为严重的国家之一，主要分为火灾、洪涝、地震、台风、瘟疫、旱灾和蝗灾。中国历史上，灾荒让大量灾民背井离乡成为流民。1990年後，每年天災的死亡人數有降低趨勢，但經濟損失逐步上升；2006年後，每年經濟損失均達人民幣兩千多億元以上。
 

## 水災
中國水災頻仍，商朝的五次迁都均为水患所致。歷朝水患尤以黃河為烈。黃河是世界上含沙量最大的河流，每年從黃土高原帶走16億噸黃沙。因此黃河有“三年兩決口，百年一改道”之說。1194年至1855年間黃河竟以淮河的河道作出海口，史稱“黃河奪淮”。
公元前602年，「黄河第一次决口」於今滑县东北，河道向东迁移80公里，由今黄骅入渤海，史称汉志河。

### 漢朝
元狩三年（前120年），关东大雨，百姓饥乏，武帝“徙贫民于关西，及充朔方以南新秦中七十余万口”（《史记·平准书》）。
公元11年，「黄河第二次决口」於今濮阳西北，河道向东迁移40公里，由今利津注入渤海，史称东汉河。
延光元年（122年），黃河水患。

### 魏晉南北朝
西晉永嘉四年（310年）四月，江東大水，李淳風認為「時王導等潛懷翼戴之計，陰氣盛也」。
東晉成帝咸和五年（330年）五月發生大水，在於「是時嗣主幼沖，母后稱制，庾亮以元舅決事禁中，陰勝陽故也」。
梁武帝天監十四年（515年）三月，梁軍截斷淮河，以水倒灌壽陽城。四月，堰成而復潰，“乃伐樹為井幹，填以巨石，加土其上”，導致“沿淮百里內岡陵木石無巨細畢盡，負擔者肩穿。夏日疾疫，死者相枕，蠅蟲晝夜聲合”。疫災大起，“是冬，寒甚，淮泗盡凍，浮山堰士卒死者什七八”，次年“夏四月，淮堰成，長九里，下廣一百四十丈，上廣四十五丈，高二十丈，樹以杞柳，軍壘列居其上”，到“九月丁丑，淮水暴漲，堰壞，其聲如雷，聞三百里，緣淮城戍村落十餘萬口皆漂入海”。

### 隋朝
開皇十八年（598年），河南諸州大水，則被認為「是時獨孤皇后干預政事，濫殺宮人，放黜宰相。楊素頗專。水陰氣，臣妾盛強之應也」。
仁壽二年（602年）九月，「壬辰，河南、北諸州大水，遣工部尚書楊達賑恤之。」
隋煬帝大業七年（611年），秋，「大水，山東、河南漂沒三十餘郡，民相賣為奴婢。」

### 唐朝
贞观初，太宗已“遣大使十三人巡省天下。诸州水旱则遣使，有巡察、安抚、存抚之名。”
元和七年（812年）五月庚申，宪宗對宰相說：“卿被辈屡言淮、浙去岁水旱，近有御史自彼还，言不至为灾，事竟如何？”李绛回覆：“臣按淮南、浙西、浙东奏状，皆云水旱，人多流亡，求设法招抚，其意似恐朝廷罪之者，岂肯无灾而妄称有灾邪！此盖御史欲为奸谀以悦上意耳，愿得其主名，按致其法。”
大历十二年（777年）秋，大雨成災，農作損失慘重。御史巡覆，回奏诸县凡损三万一千一百九十五顷。皇帝又命御史朱敖再检，渭南损田三千余顷。皇帝告訴朱敖曰：“县令职在字人，不损犹宜称损，损而不问，岂有恤隐之意耶！”

### 宋朝
宋庆历八年（1048年），「黄河第三次决口」於今濮阳东昌湖集，河道西迁80公里，河水分两股分流，由今天津入渤海。
金世宗大定六年（1166年），「黄河第四次决口」於今原武，至徐州入泗水汇集淮河注入黄海。
《祥符縣志》、《開封黃河志》載：大定二十年（1180年）黃河在開封縣境決口。

### 明朝
明朝时，黄河决溢143次，如1410年黃河氾濫事件。崇祯元年至十四年，有11年黄河发生决口，史不绝书。

### 清朝
顺治十年大雨成灾，“直隶被水诸处，万民流离，扶老携幼，就食山东。但逃人法严，不敢收留，流民啼号转徙”。魏裔介作《哀流民歌》：“田庐水没无乾处，流民纷纷向南去。岂意南州不敢留，白昼闭户应蹲踞。檐前不许稍踟蹰，恐有东人不我恕。上见沧浪之天，下顾黄口小儿，命也如何！……彼苍者天，哀此黎庶。”
康熙四十七年（1708年）與四十八年，桐乡相繼有旱涝之災，汪文桂“设粥厂，立药局”，救济饥民。
雍正四年（1726年）浙西遇水灾，汪文桂首倡赈济，“以食饥民”。
嘉庆九年（1804年）浙西水災，巡抚阮元实行平粜、赈济、借种子等办法渡荒。
道光三年（1823年）直隶大水，受灾州县120個，总督蒋攸銛请出帑银180万，修治永定河。
光绪九年（1883年）顺天府水灾，顺天府尹周家楣奏准在各乡镇及京城六门外设立粥厂。光绪十三年（1887），黄河决口，顺天府水灾，震钧《天咫偶闻》載：“京东大水，通州水几冒城，自是无岁不水”。光绪十六年（1890）顺天府又大水，时京中“无舍不漏，无墙不倾”，“人皆张伞为卧处”，“市中百物腾贵，且不易致，蔬菜尤艰，诚奇灾也”。

### 中華民國大陸時期

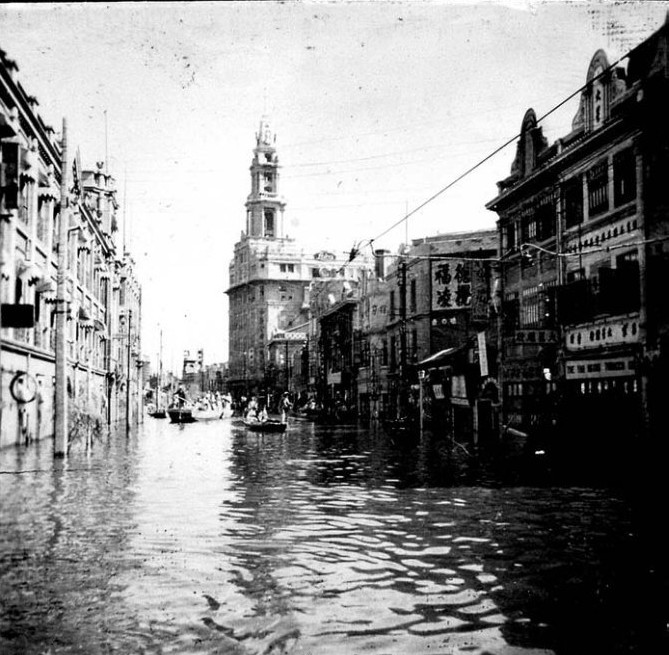
1939年天津水灾时的天津日租界旭街

民国十年（1921年），江淮大水。山东、河南、安徽、江苏4省农田被淹326.7万公顷，766万人受灾，2.5万人死。
民国二十年（1931年）7－9月，江淮水灾。高邮湖缺堤。武汉、南京、高邮、上海等地受灾。官方报告死亡人数估计200万人。
民国二十七年（1938年）6月，日军攻占开封后，国民政府挖开郑州花园口黄河大堤以阻止日军进攻郑州、武汉，但也造成河南、安徽、江苏三省40余县成为黄泛区，89.3万人命丧黄泉，1200万人流离失所，被迫迁移；黄河直至1946年方才回归故道。1939年秋，河南省政府再次迁洛阳。
民国二十八年（1939年）8－10月，因连续暴雨和日军扒开河堤的因素，天津遭受严重水灾，天津市区百分之八十的地区被洪水所淹，超过10万间房屋被冲毁，八百多万人受灾，六十五万天津及其周边居民成为灾民，造成直接经济损失约法币6亿元。

### 中华人民共和国

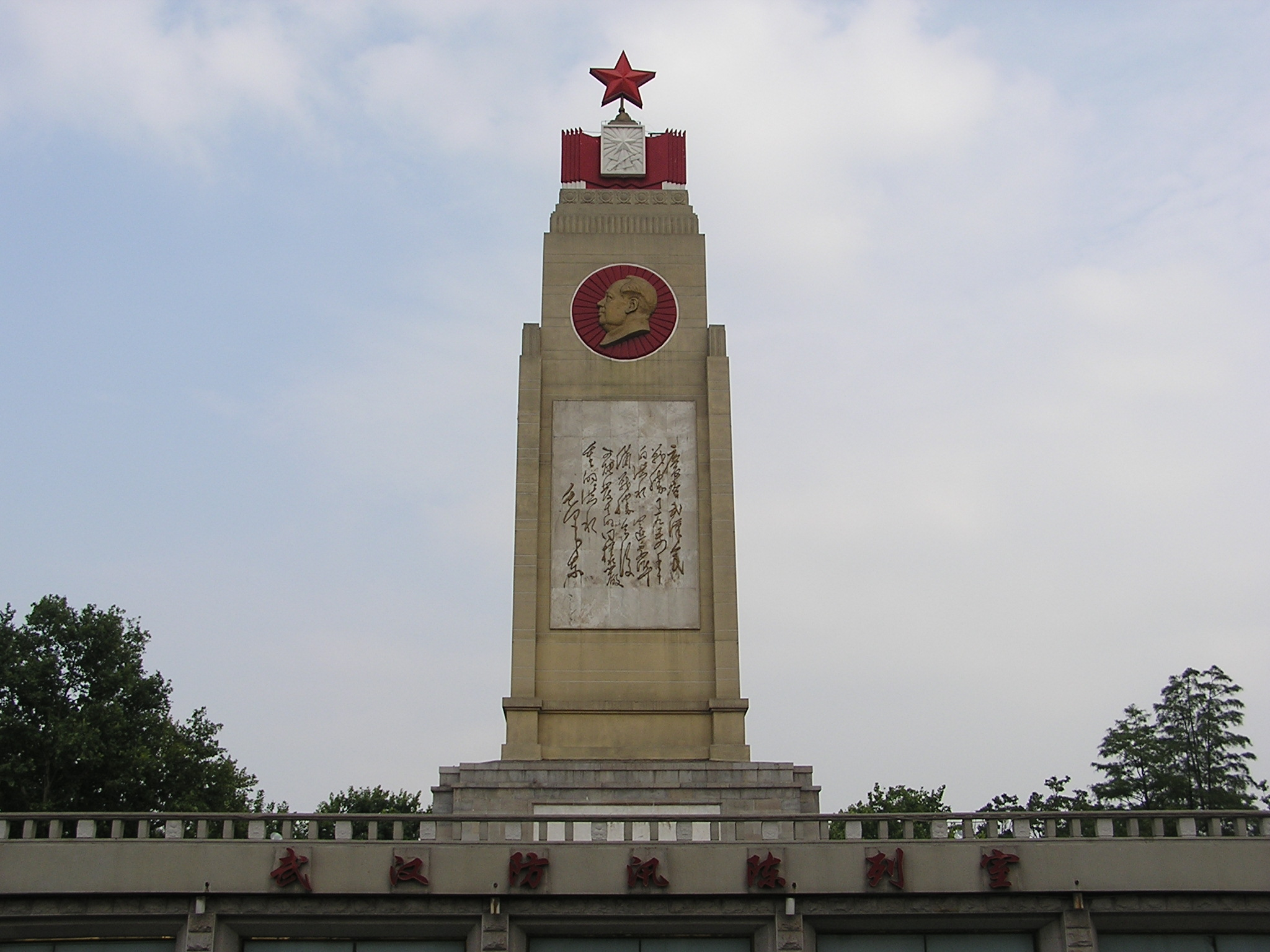
武汉防汛纪念碑，纪念1954年长江洪水

1975年8月河南“75·8”水库溃坝洪水淹没范围

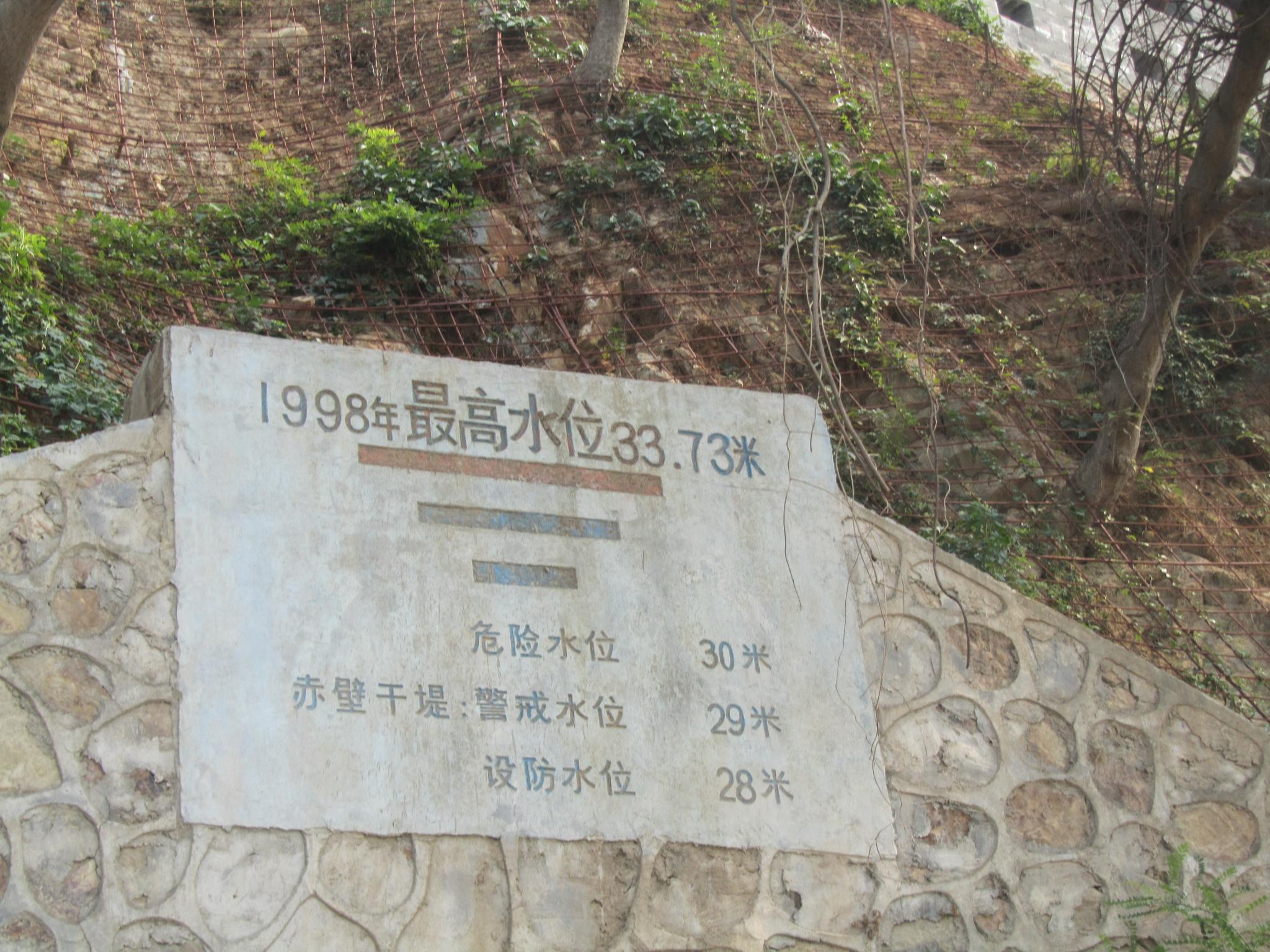
长江堤岸的一块指示牌，记载了此处1998年中国水灾的最高水位

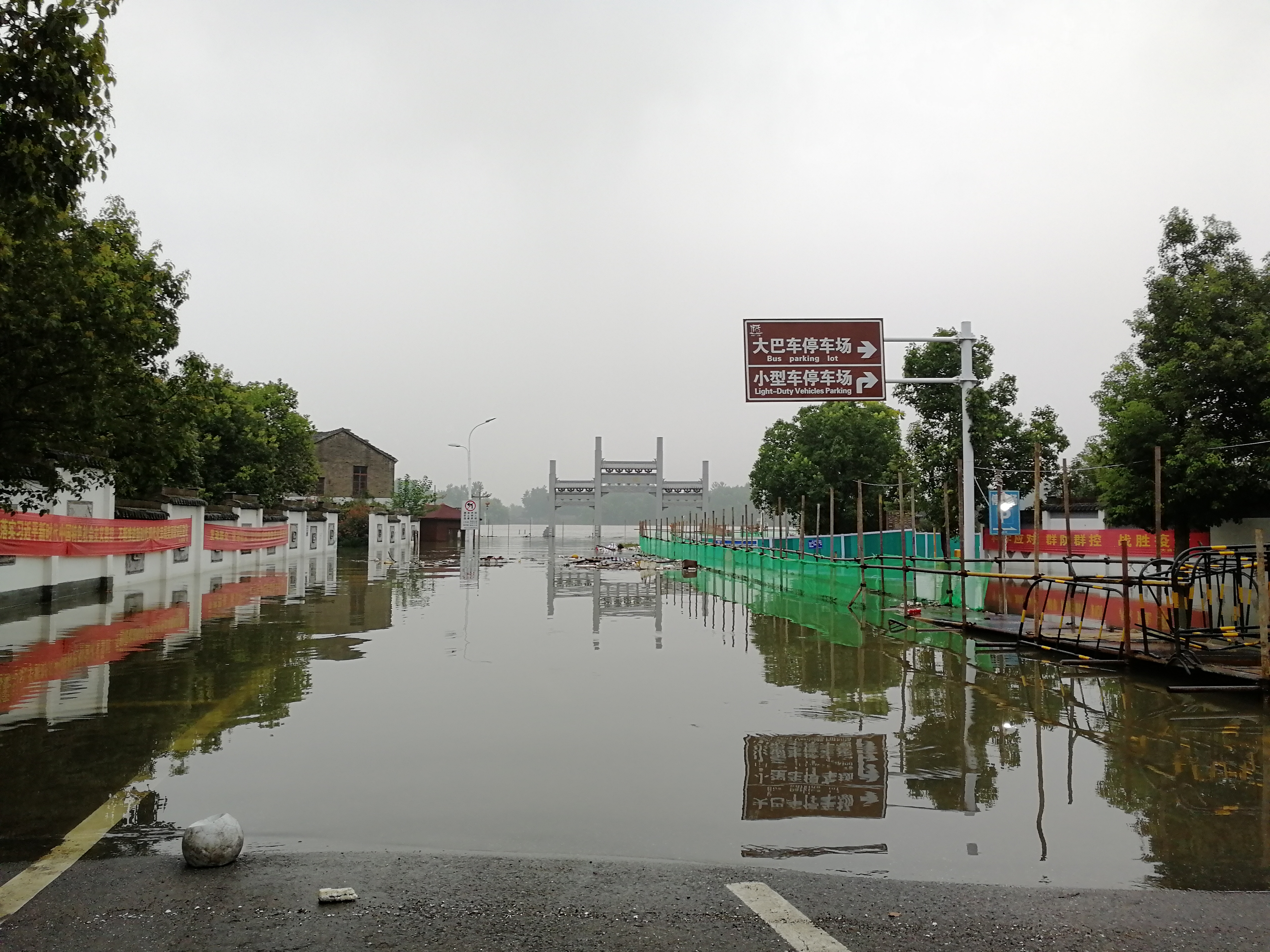
2020年中国南方水灾期间被淹没的铜陵市大通古镇

- 1954年长江洪水
- 1958年黄河洪水
- 1975年河南“75·8”水库溃坝
- 1983年安康特大洪灾
- 1991年华东水灾
- 1998年中国水灾
- 2005年沙兰镇洪灾
- 2006年中国南方水灾
- 2007年济南特大暴雨
- 2007年卢氏县特大洪灾
- 2008年中国南方水灾
- 2008年深圳6·13特大暴雨
- 2010年中国水灾
- 2010年卢氏县特大洪涝灾害
- 2011年中国夏季水灾
- 2011年6月23日北京强降雨
- 2011年中国秋季洪涝灾害
- 2012年中国多地区强降雨
  - 2012年北京特大暴雨
  - 2012年天津特大暴雨
- 2013年中国西南特大暴雨
- 2013年宁波水患
- 2015年中国洪灾
- 2015年江苏暴雨
- 2016年中国南方水灾
- 2016年邢台水灾
- 2018年中国西部特大暴雨
- 2018年新疆射月沟水库溃坝事件
- 2018年寿光洪灾
- 2020年中国南方水灾

- - 6·26冕宁暴雨自然灾害
  - 2020年长江第一号洪水
  - 2020年长江第二号洪水
  - 2020年长江第三号洪水
  - 2020年长江第四号洪水
  - 2020年长江第五号洪水

## 地震

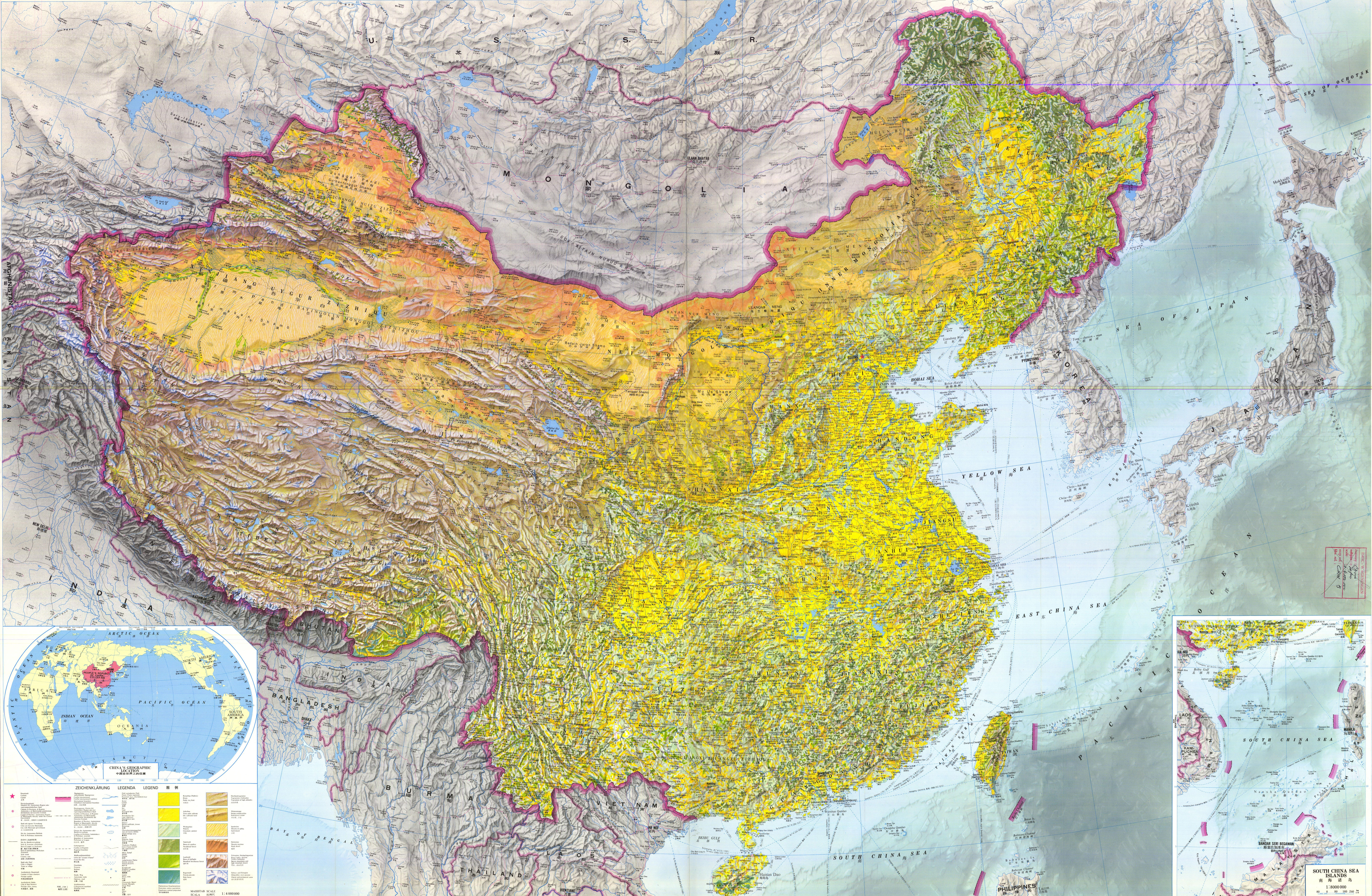
中国地形图，中国是世界上地震最频发的国家之一，21世纪仅有的2次大陆8级以上地震都发生在中国。

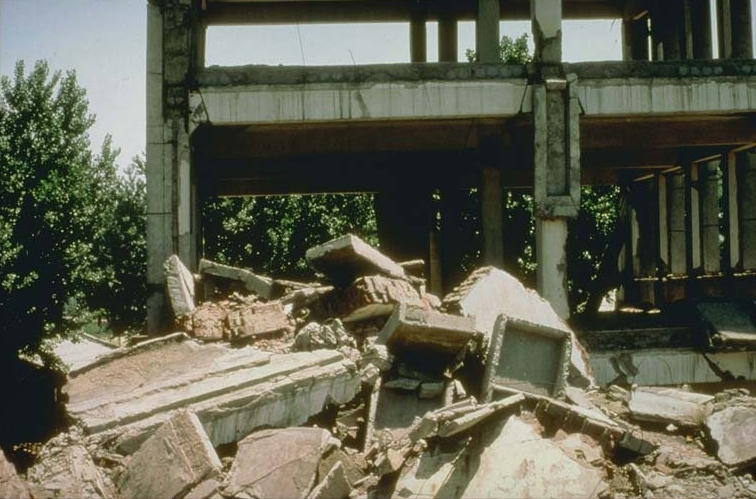
唐山大地震后倒塌的楼房 (原唐山理工大学校内)

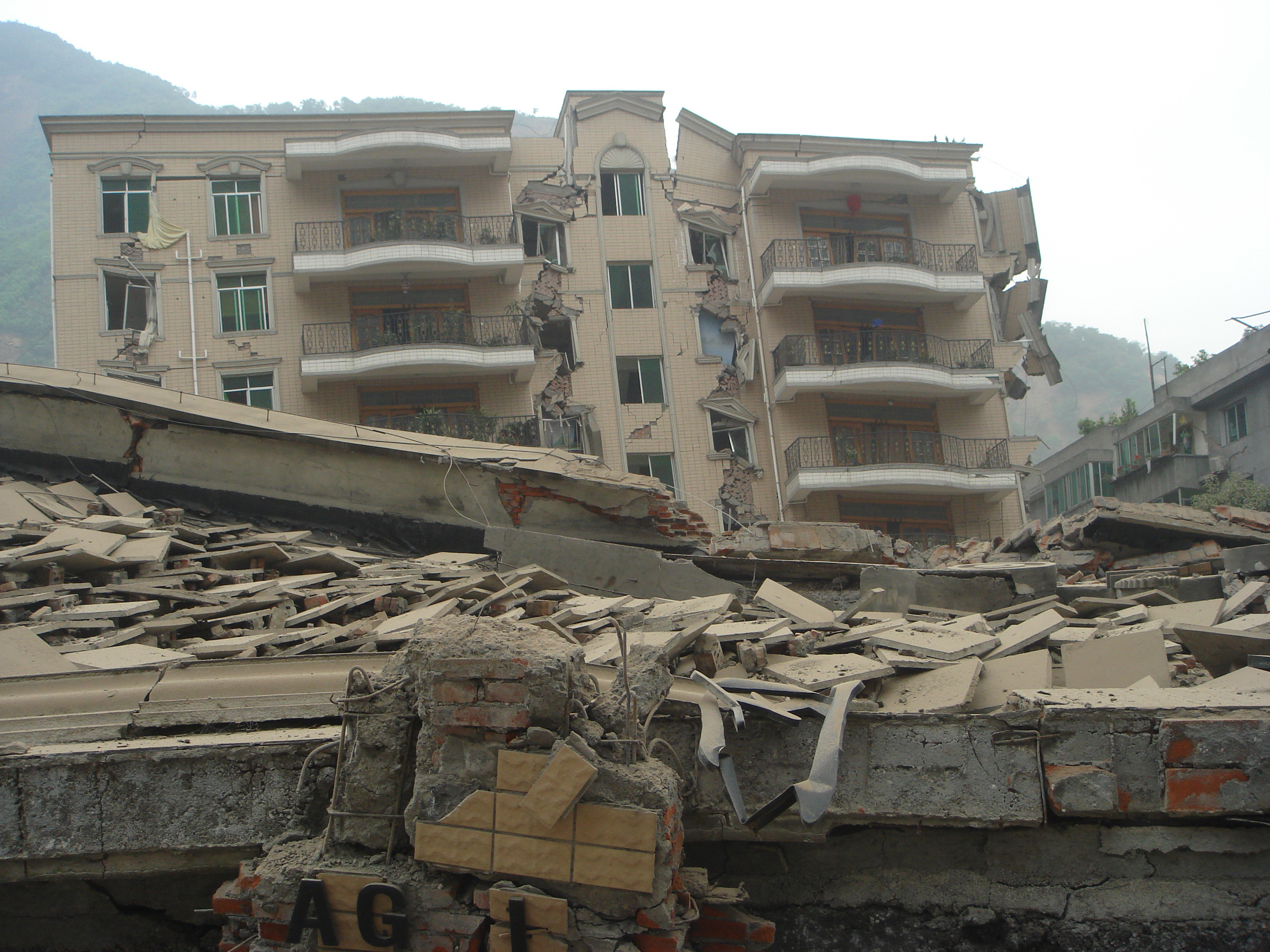
2008年汶川大地震

- 前1831年泰山地震
- 512年原平代县地震
- 734年秦州地震
- 1067年潮州大地震
- 1119年前郭卡拉木地震
- 1290年直隶地震
- 1303年洪洞趙城地震
- 1556年嘉靖大地震（人类历史上死亡人数最多的地震，共83万人死亡）
- 1597年长白山地震
- 1600年南澳大地震
- 1604年泉州地震
- 1605年琼州大地震
- 1654年天水地震
- 1668年郯城大地震
- 1679年三河・平谷地震
- 1695年临汾地震
- 1718年通渭・甘谷地震
- 1739年平罗地震
- 1786年康定・泸定地震
- 1799年石屏地震
- 1820年许昌地震
- 1833年嵩明地震
- 1850年西昌地震
- 1856年黔江地震
- 1878年玉环地震
- 1879年武都地震
- 1902年汪清地震
- 1918年南澳大地震
- 1920年海原大地震
- 1923年炉霍—道孚地震
- 1925年大理地震
- 1927年古浪大地震
- 1931年富蕴地震
- 1932年昌马地震
- 1933年叠溪大地震
- 1937年菏泽大地震 （页面存档备份，存于）
- 1950年墨脱地震
- 1966年邢台大地震
- 1970年通海地震
- 1973年炉霍大地震
- 1975年海城大地震
- 1976年龙陵地震
- 1976年唐山大地震
- 1976年松潘平武地震
- 1981年道孚地震
- 1985年禄劝地震
- 1995年武定地震
- 1996年丽江地震
- 1996年包头地震
- 2000年云南地震
- 2001年昆仑山口西地震
- 2005年九江地震
- 2008年汶川大地震

- 2008年攀枝花地震
- 2008年当雄地震
- 2009年姚安地震
- 2010年玉树地震
- 2012年彝良地震
- 2013年芦山地震
- 2013年定西地震
- 2014年鲁甸地震
- 2014年景谷地震
- 2015年新疆皮山地震
- 2016年新疆阿克陶地震
- 2017年九寨沟地震
- 2019年自贡地震
- 2019年长宁地震
- 2019年内江地震
- 2020年喀什地震
- 2020年巧家地震

## 台风

1975年8月台风尼娜后河南“75·8”水库溃坝洪水淹没范围

- 1874年9月22日，甲戌风灾横过珠江口，先后吹袭香港及澳门，远至广州亦受灾害，香山县的死亡人数超过20,000人。
- 1906年9月18日，丙午风灾侵袭广东珠江口一带，肇庆高要的新江云松岭文阁上三层完全倒塌，下二层石额破裂，墙壁崩颓。东莞万顷沙围堤崩溃[21]。
- 1912年中國颱風在8月25日形成，在9月1日消散，维持了7天，在中國造成極嚴重災害。
- 1922年8月2日，汕头市出现强烈台风，造成6万到10万人死亡。
- 1963年9月，受超强台风姬罗莉亚影响，浙江、上海等部分地区暴雨，造成188人丧生。
- 1969年7月28日，超强台风维奥娜登陆中国，并在广东东部地区造成严重破坏，其中汕头市的破坏最为严重，这场风灾总计共造成1554人丧生，后被称为“七二八风灾”或“牛田洋风灾”。
- 1973年9月，由于超强台风玛琪环流极小，而且在登陆海南省前爆发增强，破坏力强，加上预报不足，造成海南省903人死亡，5759人受伤[22]。
- 1975年8月，台风尼娜为河南等地带来暴雨，最终引致河南“75·8”水库溃坝。驻马店地区板桥、石漫滩两座大型水库，以及数十座中小型水库同时垮坝溃决，造成29个县市被淹，1100万亩农田受到毁灭性的灾害，1100万人受灾，24万人死亡，倒塌房屋596万间，冲走耕畜30.23万头，猪72万头，京广线被冲毁102公里。2005年该事件被美国《探索频道》评为世界历史上最重大的人为技术灾难第一名[23][24]。
- 1997年8月，超强台风芸妮吹袭浙江、安徽、江苏和山东等省，共有2582万人受災，248人死亡，5412人受傷，116人失蹤，直接经济损失436.3亿元。其中，浙江、江苏、山东等省损失最为严重。[25][26][27][28]
- 2001年6月，台风飞燕登陆福建省，造成122人死亡（民间传说死亡人数在5000人之上）。
- 2006年8月，超强台风桑美吹袭浙江、福建、江西，造成441人死亡。
- 2019年8月，超強颱風利奇马登陸浙江省台州温岭市城南镇，一千余万人受灾，1.3万间房屋倒塌，99.6万公顷的农田受到损坏[29]，共造成56人罹难与14人失踪（有些受灾民众认为实际罹难人数与失踪人数更多，批评政府官员隐瞒灾情[30]）。

## 瘟疫

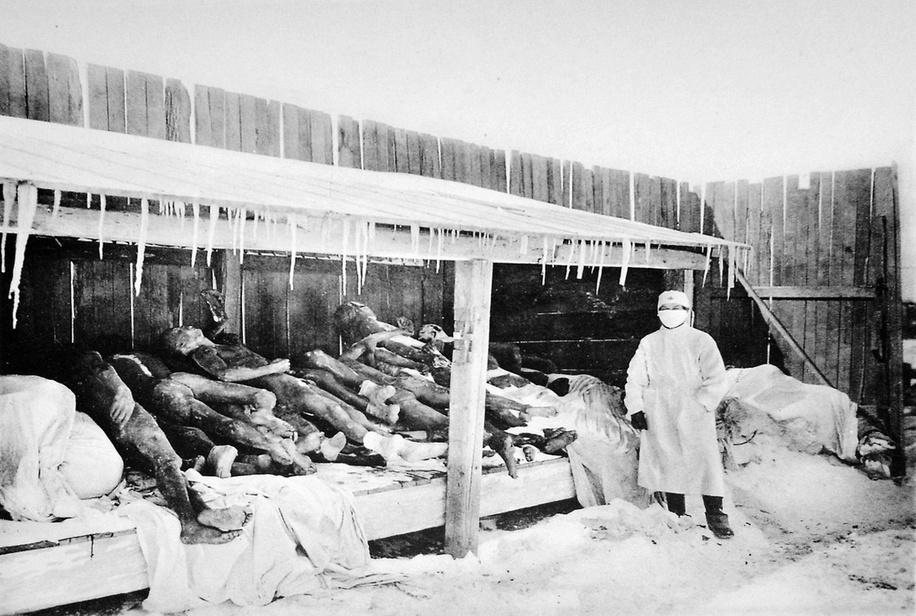
1910－1911年東北鼠疫的死者

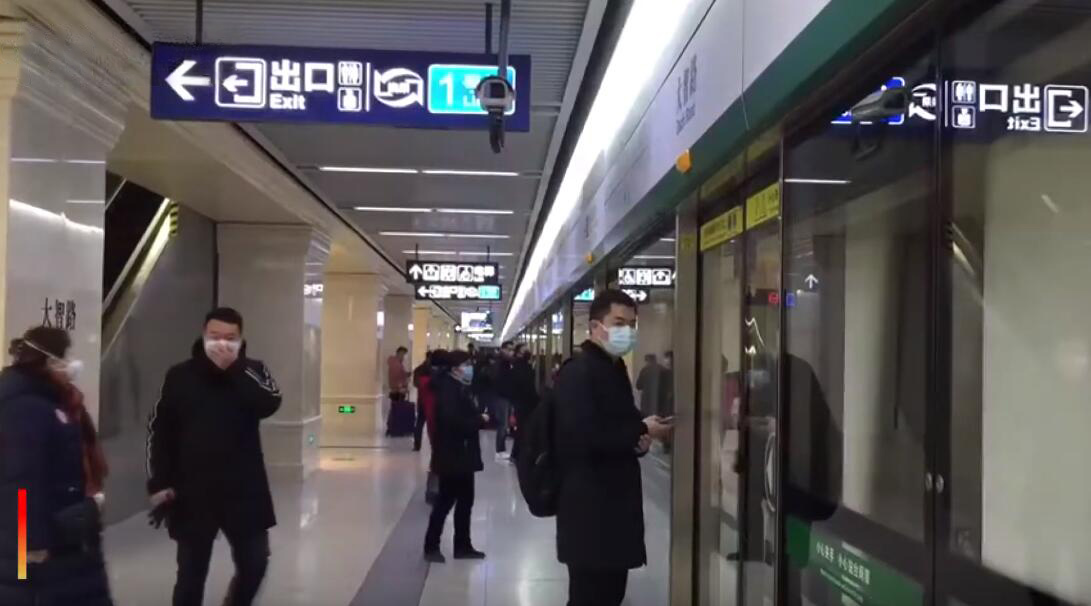
2020年COVID-19疫情：1月23日武汉市宣布“封城”后，武汉地铁6号线大智路站于当日10时发出末班车

瘟疫，亦稱大流行，最常見的是鼠疫，又稱黑死病，有腺型、肺型和敗血症型三種，在人類歷史上有過三次跨洲際的傳染力。最早在《舊約聖經》中已出現類似鼠疫侵襲亞述軍的記載。首次的大流行發生於西元6世紀，疫情持續了五十多年；14世紀歐洲爆發“黑死病”，發病1至3日之內死亡，大約死亡一千七百萬至兩千八百萬條生命，死亡人數占歐洲人口的四分之一以上，義大利、英國死者半數，據稱是由中國商人和蒙古軍隊傳入。第三次鼠疫大流行始於1860年，正值中國清朝後期。其它的疫疾還有痘疹（天花）、大頭瘟、羊毛瘟、疙瘩瘟、吐血瘟。

### 遠古時期
中國古代殷墟甲骨文已有“蟲”、“蠱”、“瘧疾”、“疾年”等文字的記載。至於“癘”字可見於《尚書》、《山海經》和《左傳》。

### 漢朝
元始二年（2年），青周大疫，漢平帝诏曰：“民疾疫者，舍空邸第，为置医药。”
王莽天奉三年（16年），丙子年，“二月大疫，冯茂在句町，士卒死于疾疫者十有六七。”（《后汉书·王莽传》）
王莽地皇三年，壬午，“大疾疫，死者且半。”（《后汉书·刘吉传》）
建武二十五年（49年），己酉，“武陵五溪大疫，人多死。”（《后汉书·马援传》）
元初六年（119年）“夏四月，会稽大疫。”
延光四年（125年）“冬，京都大疫。”
元嘉元年（151年）“正月，京都大疫。二月，九江、庐江大疫。”
延熹四年（161年）“正月，大疫。”
建宁二年，己酉，“疫气流行，死者极众。”（《备急千金要方·伤寒》）
建宁四年（171年）“三月，大疫。”
熹平二年（173年）“正月，大疫。”
光和二年（179年）“春，大疫。”
光和五年（182年）“二月，大疫。”
中平二年（185年）“正月，大疫”。

### 三國時期
建安十三年（208年），孫權、劉備聯軍與曹操“戰於赤壁，大破之，焚其舟船。先主與吳軍水陸併進，追到南郡。時又疾疫，北軍多死，曹公引歸。”
建安二十二年（217年）冬天，北方發生疫病，當時為太子的曹丕在第二年給吳質的信中說：“親故多罹其災，徐、陳、應、劉一時俱逝。”除孔融、阮瑀早死外，建安七子之中竟有四人死於傳染病。曹植《說疫氣》描述當時疫病流行的慘狀說：“建安二十二年，癘氣流行，家家有殭屍之痛，室室有號泣之哀。或闔門而殪，或覆族而喪。”二十三年四月曹操在詔令中說﹔“去冬天降疫癘，民有凋傷，軍興於外，墾田損少，吾甚憂之。” 《傷寒論》張仲景自序中描述：「余宗族素多，向餘二百。建安紀年以來，猶未十稔。其死亡者三分有二，傷寒十居其七。」
黃初三年（222年）九月，江陵城被圍，“又為地道攻城，城中外雀鼠不得出入，此幾上肉耳！而賊中癘氣疾病，夾江塗地，恐相污染……令開江陵之圍，以緩成死之禽”。
黃初四年（223年）正月，魏文帝築南巡台於宛（今南陽）。是年三月，大疫。“三月，宛、許大疫，死者萬數”。
青龍二年（234年）“夏四月，大疫”。“是年夏大疫，冬又大病，至三年春乃止”。
青龍三年（235年）“正月，京都大疫”。
正始三年（242年）是年為吳赤烏五年。“吳孫權赤烏五年，大疫”。“秋七月，遣將軍聶友、校尉陸凱以兵三萬討珠崖、儋耳。是歲大疫，有司又奏立後及諸王。八月，立子霸為魯王”

### 兩晉南北朝
嘉平五年（256年），癸酉，四月，新城大疫，死者大半。（《宋书·五行志》）
晋惠帝光熙元年（306年）：“宁州频岁饥疫，死者以十万计。五芩夷强盛，州兵屡败，吏民流入交州者甚众。”（《资治通鉴》）
永嘉年间（307年－312年），戰亂頻仍，雍州以东，「人多饥乏，更相鬻卖，奔迸流移，不可胜数。」、「又大疾疫，兼以饥馑，……流尸满河，白骨蔽野。」（《晋书．食货志》）
隆安元年（397），丁酉，八月，北魏大疫，人与马牛死者十有五六。（《北史·魏本纪》）
義熙元年（405年），益州大族譙縱據四川，自稱成都王。義熙二年（406年），劉裕派遣劉敬宣率兵五千人伐蜀。義熙四年（408年）九月，敬宣部隊勢如破竹，到達遂寧郡之黃虎，譙縱請求後秦姚興出兵，姚興遂派遣平西將軍姚賞等率兵增援，黃虎之戰中劉敬宣前進受阻，雙方相持六十餘日，敬宣部隊糧草啖盡，此時疾疫大起，「死者大半」，敬宣下令退出四川。到建康時，士兵十不存一。
泰始四年（468年）六月，太白犯輿鬼，占曰：“民大疫，死不收，”其年“普天大疫。”
建元元年（479年），顧憲之提升為衡陽內史，“先是，郡境連歲疾疫，死者大半，棺槨尤貴，悉裹以葦席，棄之路旁。憲之下車，分告屬縣，求其親黨，悉令殯葬。其家人絕滅者，憲之出公祿使綱紀營護之。”
天監二年（503年）“六月丁亥，詔以東陽 （今金華）、信安（今衢州）、豐安（今浦江）三縣水潦，漂損居民資業，遣使周履，量豁課調。是夏多疫癘。”
天監十四年（515年）三月，後梁軍截斷淮河，以水倒灌壽陽城。四月，堰成而復潰，“乃伐樹為井幹，填以巨石，加土其上”，導致“沿淮百里內岡陵木石無巨細畢盡，負擔者肩穿。夏日疾疫，死者相枕，蠅蟲晝夜聲合。”
大通三年（529年）“六月壬午，以永興公主疾篤故，大赦，公主志也。是月，都下疫甚，帝於重雲殿為百姓設救苦齋，以身為禱”。
太清三年（549年）春，侯景軍圍建鄴城（ 今南京城 ），邵陵王長子蕭堅“終日蒲飲，不撫軍政。吏士有功，未嘗申理，疫癘所加，亦不存恤，士咸憤怨”，這年三月，有士兵“以繩引賊登樓，城遂陷”。侯景得以攻入南京城，當時疫災尚未平息，“城中積屍不暇埋瘞，又有已死而未斂，或將死而未絕，景悉聚而燒之，臭氣聞十餘里。尚書外兵郎鮑正疾篤，賊曳出焚之，宛轉火中，久而方絕。”
天嘉六年（北齊後主天統元年，565年）十二月，“是歲，河南大疫”。“是時頻歲多大水，州郡多遇沉溺，穀價騰湧；朝廷遣使開倉，從貴價以糶之，而百姓無益，饑饉尤甚，重以疾疫相乘，死者十四五焉。”
太建六年（574年）四月，陳軍伐北齊，詔曰：“大軍未接，中途止憩，朐山、黃郭，車營佈滿，扶老攜幼，蓬流草跋，既喪其本業，咸事遊手，饑饉疾疫，不免流離。”

### 隋朝
開皇十年（590年），首都長安發生疾疫。
大業八年（612年），山東、河南大水，不久出現疾疫，“壬申年，大旱疫，人多死，山东尤甚。”（《北史·隋本纪》）

### 唐朝
垂拱三年，丁亥年，“是春自京师至山东疾疫，民死者众。”（《旧唐书·中宗纪》）
景龙元年，“丁未，夏，自京师至山东、河北疫死者千数。”（《新唐书·五行志》）
代宗廣德元年（763年），江東大疫，「死者過半」。「辛丑歲（762年），大旱，三吳飢甚，人相食。明年大疫，死者十七八，城郭邑居為之空虛，而存者無食，亡者無棺殯悲哀之送。大抵雖其父母妻子也啖其肉，而棄其骸於田野，由是道路積骨相支撐枕藉者彌二千里，春秋以來不書。」（《吊道殣文》）
貞元十六年（800年）……韓全義素無勇略，專以巧佞貨賂結宦官得為大帥，每議軍事，宦者為監軍者數十人坐帳中爭論，紛然莫能決而罷。天漸暑，士卒久屯沮洳之地，多病疫，全義不存撫，人有離心。五月，庚戌，與吳少誠將吳秀、吳少陽等戰于塚南廣利原，鋒鏑纔交，諸軍大潰；秀等乘之，全義退保五樓。（《資治通鑑》卷第二百三十五）
广明元年（880年），“庚子，春末，贼在信州疫疠，其徒多丧。赋众疫疠。”（《旧唐书·僖宗纪》）

### 宋朝
北宋慶曆八年（1048年），河北大水，次年三月疫災。
绍兴元年（1131年），“辛亥，六月，浙西大疫，平江府以北，流尸无算。”（《宋史·五行志》）
南宋嘉定元年（1208年），江淮一帶大疫。（《宋史·五行志》）
南宋度宗咸淳七年（1271年），浙江永嘉地區大疫。
南宋德佑元年（1275年）六月，常州等城為元軍佔領，城內居民四處逃竄，「民患疫而死者不可勝計」。
南宋德佑二年（1276年）閏正月，元軍包圍了臨安府，德祐二年閏三月，臨安府大疫。

### 遼、金、蒙古
金末年哀宗天兴元年（1232年），元军围攻汴梁，汴京疫病大起，河南50天内有90万人病殁。“都人不受病者万无一二，既而死者继踵不绝。”當時汴京有城门12座，每日各门送出死尸多达2千具。

### 元朝
至大元年（1308年）春，紹興、慶元、召州大疫，死者二萬六千餘人。皇慶二年（1313年）冬，京師大疫。（《元史·五行志》）
至順二年（1331年），衡州連歲大旱，又發生疫災，“死者十九”（《元史·文宗紀》）。 
至正四年（1344年），中國淮河流域爆發黑死病（《明史》卷一，太祖本纪，“至正四年，旱蝗，大饥疫。太祖時年十七，父母兄相繼歿，貧不克葬。”），河北商人再沿「絲路」將之傳到印度、中亚、波斯、敘利亞、美索不達米亞等地。同時期蒙古金帐汗国在攻打克里米亚的卡法城市时，將染疫屍體用投石機投入城中，由此散佈病毒至歐洲各處。造成1347年歐洲大流行，大文豪薄伽丘的《十日談》即是以這場瘟疫為故事背景，描寫浩劫下的人性。至正十九年（1359年）春夏，莒州沂水、日照二縣和廣東南雄路大疫。

### 明朝
景泰六年（1455年），南京等地“死者相枕连途，生者号啼盈市。弃家荡产，比比皆是；鬻妻卖子，在在有之。”次年，湖广黄梅县奏报：“有一家死至三十九口，计三千四百余口；有全家灭绝者，计七百余户；有父母俱亡而子女出逃，人惧为所染，丐食则无门，假息则无所，悲哭动地，实可哀怜。”
成化七年（1471年），京城大疫，诏“顺天府五城兵马司于京城崇文、宣武、安定、东直、西直、阜城六门郭外各置漏泽园一所，收瘗遗尸，仍命通州、临清沿河有遗胔暴露者，巡河御史一体掩藏之。”
成化十二年（1476年），福建延平府“疫疠之余，盗复窃发”
嘉靖初年（1521年），凤阳大疫，南京兵部右侍郎席书“夙夜奔劳，出入于瘟疫之境，全活百万余人。”
嘉靖三十三年（1554年），北京“时疫太甚，死亡塞道。”龚钟庵有诗：“疫疠饥荒相继作，乡民千万死无辜。浮尸暴骨处处有，束薪斗粟家家无。”
萬曆八年（1580年），“大同瘟疫大作，十室九病，傳染者接踵而亡，數口之家，一染此疫，十有一二甚至闔門不起者”。萬曆《山西通忘》卷26記載，潞安“是歲大疫，腫項善染，病者不敢問，死者不敢吊”。
天启三年（1623年），明军在平定奢寅时有大疫，“分布各将据险固守，相机擒剿，迟速殊难豫定”。
崇禎六年，山西出現爆发“明末大鼠疫”，加速明朝灭亡。
- 崇禎“七年八年，興縣盜賊殺傷人民，歲饉日甚。天行瘟疫，朝發夕死。至一夜之內，百姓驚逃，城為之空”。
- 崇祯八年（1635年），总兵龍世威统兵防守潼关、朱阳关等隘口，“露宿凡十旬，皆患疫疠不能军，闯贼大至，遂溃。”[46]
- 崇禎十年（1637年）以後，山西全境瘟疫大流行“瘟疫盛作，死者過半”，疫情傳到河南地區，“瘟疫大作，死者十九，滅絕者無數”。榆林府“大瘟，……米脂城中死者枕藉，十三年，夏又大疫，十五年，……大疫，十六年，稔，七月郡城瘟疫大作”。
- 崇禎十二年夏，商洛山中瘟疫流行，李自成、劉宗敏的義軍將士染病。
- 崇禎十三年（1641年），順德府（今邢台）、河間府（今河間）和大名府（今大名）有大疫（鼠疫），人死八九，死尸处处枕藉。
- 崇禎十六年二月，北京大疫，病名叫“疙瘩病”（腺鼠疫），“大疫，人鬼錯雜。薄暮人屏不行。貿易者多得紙錢，置水投之，有聲則錢，無聲則紙。甚至白日成陣，牆上及屋脊行走，揶揄居人。每夜則痛哭咆哮，聞有聲而逐有影”。[47]
- 崇禎十六年八月，天津爆發肺鼠疫：“上天降災，瘟疫流行，自八月至今（九月十五日），傳染至盛。有一二日亡者，有朝染夕亡者，日每不下數百人，甚有全家全亡不留一人者，排門逐戶，無一保全。”[48]
- 崇禎十七年，天津督理軍務駱養性說，“昨年京師瘟疫大作，死亡枕藉，十室九空，甚至戶丁盡絕，無人收斂者。” 註：明末的瘟疫很可能包括鼠疫和瘧疾，病毒有可能是北方清軍入侵時帶進關內的。 這或許可以解釋為什麼入關的清軍安然無恙。

### 清朝
顺治四年（1647）夏秋，“江西抚州大疫，尸相枕籍，死数万人。”（光绪《抚州府志》卷84）
康熙九年（1670）正月灵川大疫。（《清史稿》）
康熙二十一年（1682）五月，榆次疫。（《清史稿》）
康熙三十二年（1693）七月，德平大疫。（《清史稿》）
康熙四十一年（1702）三月，连州疫。（《清史稿》）
康熙五十六年（1717）正月，天台疫。（《清史稿》）
雍正元年（1723）秋，平乡大疫，死者无算。（《清史稿》）
乾隆五年（1740）瘟疫流行，民有死亡。（《通渭县志》）
乾隆十年（1745）十一月，枣阳大疫。（《清史稿》）
乾隆三十二年（1767）八月，嘉善大疫。（《清史稿》）
乾隆四十年（1775）春，武强大疫。（《清史稿》） 
咸豐五年（1855年）六月，雲南清水大疫（鼠疫），是全球性的“第三次鼠疫大流行”的开端。六年五月，湖北咸寧大疫。十一年春，山東即墨大疫。六月，山東黃縣大疫。
同治元年（1862年），“太平天国”战区中出现严重霍乱疫情，属于全球性的“第四次霍乱大流行”的疫情。
同治二年（1863年），六月，上海疫疾流行，死亡二萬餘人。夏天，陝西瘟疫流傳。余澍疇《秦隴回務紀略》記陝西的疫情：“自夏徂秋，疫癘大作，死亡甚多，至有全家無一生者。”
俞樾的《曲園筆記》記載，“同治之初，滇中大亂，賊所到之處，殺人如麻，白骨飛野；通都大邑，悉成坵墟。亂定之後，孓遺之民，稍稍復集，掃除胔骼；經營苫蓋。時則又有大疫，疫之將作，其家之鼠，無故自斃，……人不及見，久而腐爛，人聞其臭，鮮不疾者，病皆驟然而起，……或逾日死，或即日死，諸醫束手，不能處方；……其得活者，千百中一二而已。疫起鄉間，延及城市，一家有病者，則其左右十數家即遷移避之，踣於道者無算，然卒不能免也。甚至闔門同盡，比戶皆空，小村聚中，絕無人跡……”
光緒十六年（1890年）秋，北京有大疫，當時的重臣潘祖荫、曾国荃、曾纪泽、彭玉麟、杨岳斌等皆病逝。戶部左侍郎孫诒经患重病，“痰喘甚重”，不久去世。翁同龢在日记中说:“七日之中两哭吾友，伤已，子授亦谅直之友哉。”光绪十六年十一月二十一日醇亲王奕譞病逝。李鸿章的女婿张佩纶因服用金鸡纳霜痊癒。
1855年，咸丰年间，云南爆发鼠疫，引发全球性第三次鼠疫大流行，造成全球1000－1500万人死亡。
光緒二十年（1894年），鼠疫曾發現於香港，後即釀成疫癘，並造成大流行，與1855年雲南清水鼠疫有間接關係。
宣統二年（1910年），东北爆发鼠疫。伍連德的《伍連德自傳》記載「這種病（鼠疫）……滿州里一帶的俄國人恐是最先染到的。有一部份以捕土撥鼠為之山東移民，患得更多。他們將鼠捕來，剝取其皮，染以顏色，冒充黑貂，售與西方婦女。……一俟有了二三十條鼠皮，即往客棧居住，靜候顧主之光臨。如果一人患有疫疾，即可傳染整個客棧，再延至他處。」
光绪二十八年（1902年）六月，京津等多地爆发大规模霍乱疫情，属于全球性的“第六次霍乱大流行”疫情，杭州地区死亡超过一万余人。直隶总督袁世凯在六月初十日给徐世昌的信函中说：“近日疫症大作，伤人甚多。”

### 中華民國大陸時期
1919年、1926年、1932年，中華民國大陸時期爆发过大规模的霍乱疫情，属于全球性的“第六次霍乱大流行”疫情。
1930年，中華民國政府頒布《全國檢疫條例》。

### 中華人民共和國
- 1949年张家口鼠疫（1949年，死亡75人）
- 亚洲流感（1957年－1958年，据信全球共有至少100万人死于该病毒）
- 1988年上海市甲型肝炎大流行（1988年，共有310746人感染和31人死亡）
- SARS事件（2002年－2003年，全球共有774名病人死亡，其中中国有349名死亡）
- 非洲猪瘟（2018年－至今）
- 2019冠狀病毒病疫情（2019年－2023年）

## 旱灾
鄧拓（邓云特）編著的《中國救荒史》中介绍：“中国历史上水、旱、蝗、雹、風、疫、地震、霜、雪等災害，自商湯十八年（前1766年）至紀元後1937年止，計3703年間，共達5258次，平均約每6個月強便有災荒一次。”其中，旱災共1074次，平均約每3年4個月便有1次。袁林在《西北灾荒史》中统计出隋至民国（581—1949年）期间陕西发生旱灾652次，甘宁青地区有601次。李约瑟统计，在过去的2100多年间，中国共有1600多次大水灾和1300多次大旱灾。陈达在《人口问题》中统计，自汉初到1936年的2142年间，水灾年份达1031年，旱灾年份达1060年。旱災（drought）其實即是缺乏水，農產品因此而枯萎，導致饑荒。乾旱大部分發生在中國北方地區。水災則多在江南地區。

### 商朝
商朝建國不久便发生罕见旱灾，旱情持续长达數年之久。《呂氏春秋·季秋紀·順民篇》記載：“昔者，湯克夏而正天下，天大旱，五年不收。湯乃以身禱於桑林曰：‘余一人有罪無及萬夫；萬夫有罪在余一人。無以一人之不敏，使上帝鬼神傷民之命。’於是翦其髮，其手，以身為犧牲，用祈福於上帝。民乃甚說，雨乃大至”。
成湯十八年至二十四年（前1766－1760年間），曾有連續七年的大旱，《汉书·食货志》载：“尧、禹有九年之水，汤有七年之旱。”《管子·輕重篇》亦載：“湯七年旱，民有無子者。”管仲還認為：“善为国者，必先除其五害。”
《太平御览》八十三引《竹书纪年》:“文丁五年，洹水一日三绝”。
《淮南子·俶真訓》載：“殷紂時，嶢山崩，三川涸。”《國語·周語》載：“昔伊、洛竭而夏亡，河竭而商亡。”

### 周朝
《詩經》有“旱既大甚，涤涤山川，旱魃為虐，如惔如焚”，以及“浩浩昊天，不駿其德；降喪饑饉，斬伐四國。”的描述。《诗经·大雅·云汉》二章：“后稷不克，上帝不临。”《集传》：“言后稷欲救此旱灾而不能胜也。”
厲王二十一年至二十六年（前858－853年），連續六年大旱。
周幽王二年（前780年），史載“三川竭，岐山崩”，三川即泾河、渭河、洛河。當時的哲人伯阳父认为：“山崩川竭，亡之徵也。”
《史记·货殖列传》记载：“六岁穰，六岁旱，十二岁大饥。”

### 漢朝
《盐铁论·水旱》：“六岁一饥，十二岁一荒。”
《史记·孝景本纪》载后元二年“大旱。衡山国、河东、云中郡民疫”。
《前漢書·武帝本紀》載，（前114年），“四月，關東旱，郡國四十餘饑，人相食”。
平帝元始二年（公元2年），郡国大旱，“赐田宅什器，假与犁、牛、种、食。”
王莽建平四年（前3年）發生大旱災。《汉书·王莽传》载：王莽时，“连年久旱，亡有平岁，北边及青徐地，人相食……饥民死者十七八。”
东汉安帝初，“连年水旱灾异，郡国多被饥困……时饥荒之余，人庶流迸，家户且尽。”
桓帝延熹九年（166年），“青、徐炎旱，五谷损伤，民物流迁。”
《后汉书·杨终传》載杨终上疏：“今以比年久旱，灾疫未息。”

### 南北朝
太安四年十二月，文成帝下诏说：“六镇、云中、高平、二雍、秦州，遍遇灾旱，年谷不收。其遣开仓廪以赈之。”
北魏太和十一年（488年），“大旱，京都民饥，加以牛疫，公私阙乏，时有以马驴及橐驼供驾挽耕载。诏听民就丰。行者十五六，道路给粮禀，至所在，三长赡养之。遣使者时省察焉。”
太和十二年，“是岁，两雍及豫州旱饥。明年，州镇十五大馑。”
南朝宋大明年间有旱災。沈约在《史臣曰》说，“大明之末，积旱成灾，虽敝同往困，而救非昔主，所以病未半古，死已倍之。并命比室，口减过半”。
南朝梁天监元年（502年）“吴越，是岁大旱，斗米五千，人多饥死。”
正光二年八月，“今春夏阳旱，谷籴稍贵，穷窘之家，时有菜色。”崔光上表：“秋末久旱，尘壤委深，风霾一起，红埃四塞。……霜旱为灾，所在不稔，饥馑荐臻，方成俭弊。”

### 隋朝
大業八年（612年）大旱，“時發四海兵，帝親征高麗，六軍凍餒，死者十八九。”
大業十三年（617年）大旱，“時郡縣鄉邑，悉遣築城，發男女，無少長，皆就役。”

### 唐朝
贞观二十三年（649年）“冬旱，至是（六月）雨 ”。
《旧唐书·德宗本纪》载贞元六年夏“福建等道旱，井泉多涸，人渴乏，疫死者众”。
德宗贞元十九年（803年）：“自正月不雨至于秋七月”。
元和三年（808年），元稹曾任监察御史，负责赈灾，他寫有《旱灾自咎，贻七县宰》：“吾闻上帝心，降命明且仁。臣稹苟有罪，胡不灾我身。胡为旱一州，祸此千万人。一旱犹可忍，其旱亦已频。”。

### 宋朝
《文献通考》卷301记载，北宋明道二年（1033年）“南方大旱，种粒皆绝，人多流亡，因饥成疫，死者十二三。”
南宋隆兴元年（1163年）平江主簿王夢雷在湖南大旱饥荒，写下一首《勘灾诗》，“散吏驰驱踏旱丘，沙尘泥土掩双眸。山中树木减颜色，涧畔泉源绝细流。处处桑麻增太息，家家老幼哭无收。下官虽有忧民泪，一担难肩万姓忧。”。
绍兴二十九年（1159年）江浙郡国，秋旱。
开禧三年（1207年）夏秋，久旱，大蝗。

### 元朝
元世祖至元七年（1270年），“诸路旱蝗，告饥者令就食他所。”

### 明朝
洪武十二年（1379年）诏曰：“广平所属郡邑天久不雨，致民艰于树艺，衣食不给。……今年夏秋税粮悉行蠲免，以苏民力。”
洪武三十年（1397年），“鬰林州旱，庄稼失收，次年乃饥。”
《明英宗实录》载：天顺三年，“辰州、永州、常德、衡州、岳州、铜鼓、五开等府卫自五月至七月不雨，民之饥殍者不可胜记。”
嘉靖元年、十年、十一年、十七年、二十四年、二十九年、三十四年陕西连年大旱。
《烈皇小识》：“先是天启丁卯，陕西大旱。澄城知县张耀采催科甚酷，民不堪其毒。有王二者，阴纠数百人聚集山上，皆以墨涂面。王二高喝曰：‘谁敢杀张知县？’众齐声应曰：‘我敢杀！’如是者三，遂闯入城。守门者不敢御，直入县杀耀采。众遂团聚山中。”
《鹿樵纪闻》说：“崇祯改元之岁，秦中大饥，赤地千里。白水王二者，鸠众墨其面，闯入澄城，杀知县。”
崇祯四年，“冬，延安、庆阳大雪，民饥”。 
崇祯十年，“是夏，两畿、山西大旱。秋七月，山东、河南蝗，民大饥”。
崇祯十二年，“六月，畿内、山东、河南、山西旱蝗”。
崇禎十三年（1640年），河南“大旱遍及全省，禾草皆枯，洛水深不盈尺，草木獸皮蟲蠅皆食盡，人多饑死，餓殍載道，地大荒”。河南內黃縣蘇王尉村發現的《荒年志》碑記崇禎十三年時“斗麥價錢六百文，斗米價七百文，斗豆價四百文”。
崇祯十四年，“六月，两畿、山东、河南、浙江、湖广旱蝗”。
有專家統計明朝旱灾次數一共有174次。当时旱灾之总数各世纪之冠。

### 清朝

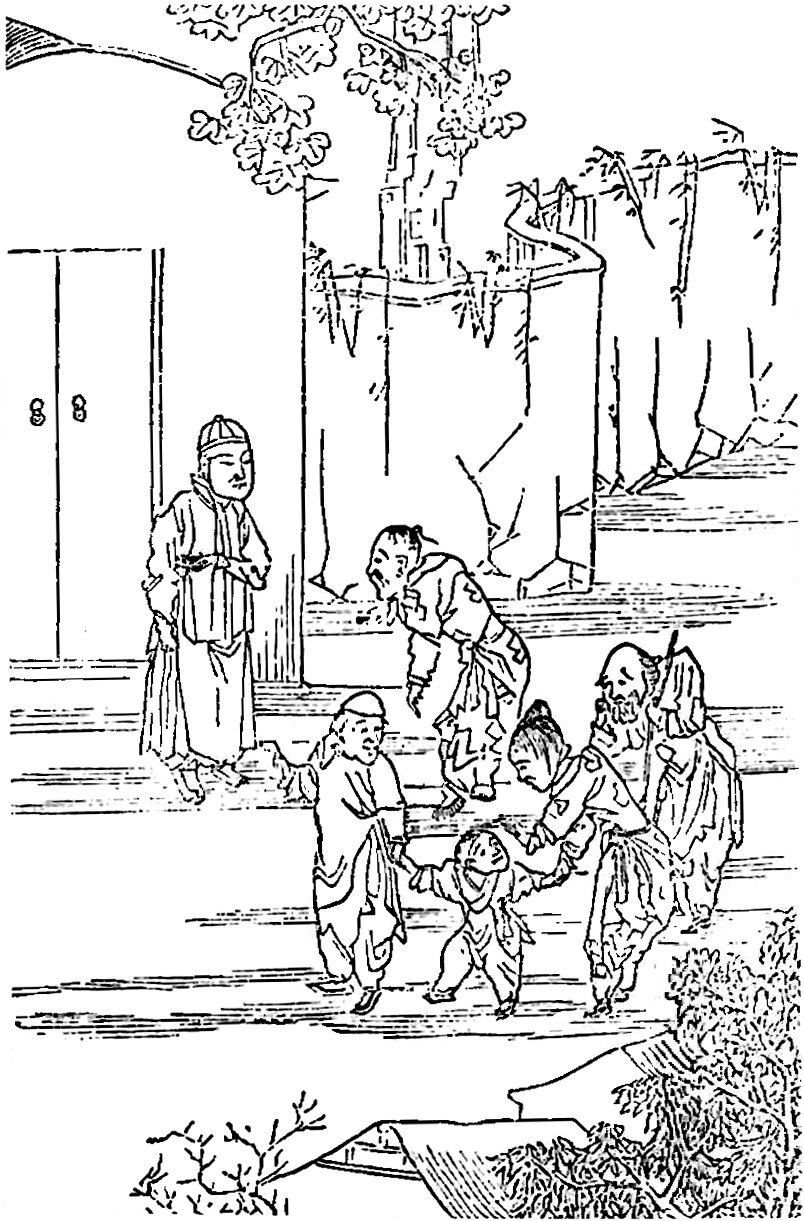
1878年畫，《中國饑荒》（The Famine in China）。饑荒受難者被强迫把兒女給賣掉

《济南府志》记载康熙四年，“春饥，免顺治十八年以前民欠赋粮并发帑分赈。六月大旱，飞虫蔽天，坠地如蜣螂”。
乾隆二十年（1755年），“绍兴秋收大歉。次年春夏之交，米价斗三百钱，丐殍载道。”
乾隆五十年（1785年）有十三個省受旱，“草根樹皮，搜拾殆盡，流民載道，餓殍盈野，死者枕藉”。
清光緒元年至四年间发生丁戊奇荒，尤以光绪三年（1877年）四年（1878年）为重，“河南全省大旱，夏秋全無收，赤地千里，大饑，人相食。”又山西境內“無處不旱”，“河東兩熟之地，災者八十余區，饑口入冊者不下四五百萬。”是年8月1日，山西巡撫曾國荃奏折曰：晉省報災州已有57處，饑民200余萬，後來“赤地千有餘里，饑民至五六百萬之眾。”據12月10日奏報統計，全省被旱10分（顆粒無收）者16個州縣；被旱9分者13個縣；被旱8分者30個縣；被旱7分至5分以下者還有9個縣。

### 中华民国大陆时期
民國成立至抗戰前的二十六年之間，至少有十五年的時間發生水、旱等災荒。
1920年华北大旱灾，陝西、河南、山東、直隸、京兆大旱，數十萬流民逃荒至東北；同时段发生1921年湖南饥荒。
民国十八年年馑，这场灾荒则导致了中国陕西、河南、甘肃多达数百万人丧生，陕西省人口锐减三分之一。
《河南省志》记载1942年：“安阳苦旱，二麦未收，秋禾盈尺又未结实；淇县山丘颗粒未收；洛宁二麦收成不佳，早秋旱死，晚秋未出土。”河南《巩县县志》也记载：“民国三十一年，大旱，几近绝收，加之日军侵略酿成大灾，农民多以树皮、雁屎、观音土充饥。”
1942年河南爆發重大旱災，據當時的國民政府統計，這一年總共造成了360萬老百姓餓死。

### 中華人民共和國
至今中國依舊是旱災频发，幾乎是無年不荒，缺水成為中國全國境內最迫切的問題。2006年內蒙古蘇尼特草原持續旱災。2006年5月中旬以來，重慶市遭遇大旱災。2009春，干旱波及中国12个省份，河北南部、山西东南部、河南西南部等地一度达到特旱。2010年初，雲南、貴州為中心的五個省份已達到特旱。2019年，中國多地出現嚴重乾旱。

## 蝗灾
邓云特《中国救荒史》统计，秦汉蝗灾平均8.8年一次，两宋为3.5年，元代为1.6年，明、清两代均为2.8年，受災範圍、受災程度堪稱世界之最。明末農學家徐光啓《除蝗疏》言：“國家不務畜積，不備凶饑人事之失也。凶饑之因有三、曰水、曰旱、曰蝗。”。旱災之後更容易引起蝗災，所謂“旱极而蝗”，由於蝗蟲能飛移，有時候大量發生，形成大集團，因此災害擴大面積往往遠大於水、旱。
彭邦炯《商人卜螽说——兼说甲骨文的秋字》一文認為中國蝗災史可追溯到甲骨文。《诗经》提到“去其螟螣（螣即蝗虫），及其蟊贼，无害我田稚。田祖有神，秉畀炎火。”南宋理学家朱熹认为“秉畀炎火”意思是指晚間以火诱捕蝗虫以消灭之。
東漢思想家王充在《论衡》记载：“虫食谷者，部吏所致”，蔡邕說，“蝗者，在上貪苛之所致也”。災難的源頭，均出自於官衙的苛捐雜稅。

### 漢朝
《後漢書·五行志》載：（46年）“春三月，蝗螟大起，被害者九十郡國；二十八年（52年），大蝗，被害者八十郡國。”

### 唐朝
贞观二年（628年），京师旱，蝗虫大起。太宗入苑视禾，见蝗虫，掇数枚而咒曰：“人以谷为命，而汝食之，是害于百姓。百姓有过，在予一人，尔其有灵，但当蚀我心，无害百姓。”将吞之。左右遽谏曰：“恐成疾，不可。”太宗曰：“所冀移灾朕躬，何疾之避！”遂吞之。自是蝗不复为灾。
开元三年（715年），淮河流域发生严重的虫灾，“蚀稼，声如风雨。”宰相姚崇下令捕蝗灭虫，汴州刺史倪若水抗拒，反对捕蝗，姚崇向倪若水批评说：“坐看食苗，忍不相救？因此饥馑，将何以安！”《旧唐书》載倪若水率民捕蝗，“获蝗一十四万（石），投汴渠流下者，不可胜纪。”此法稱為“埋瘗法”。
《通典》卷7：“开元四年（716年），山东诸州大蝗。”
《新唐书·五行志》载：开元二十五年（737年），发生蝗灾，“有白鸟数千万，群飞食之，一夕而尽，禾稼不伤。”
贞观二年六月（628年），“京畿旱蝗。”（《新唐书》卷36《五行三》）
兴元元年（784年）四月，“自春大旱，麦枯死，禾无苗，关中有蝗。”
《舊唐書·五行志》載：（唐貞元元年，785年）“夏，蝗，東自海，西盡河隴，群飛蔽天，旬日不息；所至，草木葉及畜毛靡有孑遺，餓殍枕道。”
《新唐書》武德六年，“夏州蝗。蝗之殘民，若無功而祿者然，皆貪撓之所生。先儒以為人主失禮煩苛則旱，魚螺變為蟲蝗，故以屬魚孽。”
开成四年（839年）六月，“天下旱，蝗食田。”（《旧唐书》卷37《五行志》）

### 五代十國
《旧五代史·五行志》记载：后梁开平元年（公元907年）爆發蝗災，“许、汝、蔡、陈、颍五州生，有野禽群飞蔽空，食之皆尽。”
後唐明宗天成三年（928年），“夏六月，大蝗蔽日而飛，晝為之黑，庭戶衣帳悉充塞。”（《十國春秋·吳越忠懿王世家》）
《旧五代史·五行志》载，乾祐二年（949年），蝗虫蔓延到宋州（今河南商丘），“蝗一夕抱草而死”。這種“蝗一夕抱草而死”的記載殊為可議，有人認為是粉飾太平，也有人認為當地植物有殺蝗效果，如周怀宇《隋唐五代淮河流域蝗灾考察》一文说：“在淮河流域的植物类中，也有杀蝗的草本植物……”，“宋州发现当地生长杀蝗的草本植物……”，一般稱“抱草瘟”，或吊死瘟（蝗霉病）。

### 宋朝
雍熙三年（986年），“山蝗，鄄城县有蝗自死。”（《宋史·太宗本纪，五行志》）
淳化三年（992年）七月“贝、许、沧、沂、蔡、汝、商、兖、单等州，淮阳、平定、彭城飞蝗，抱草自死。”（《宋史·太宗本纪，五行志》）
至道二年（996年）六月“亳州蝗，秋七月谷熟，许、宿、齐三州蝗抱草死。”（《宋史·太宗本纪，五行志》）
大中祥符九年（1016年）秋七月丙辰，“开封府祥符县蝗抱草死，有数里。”（《宋史·真宗本纪》）
元符元年（1098年）八月“高邮飞蝗抱草死。”（《宋史·五行志》）
乾道元年（1165年）六月壬辰，“淮南转回判官姚岳言：境内飞蝗自死。”（《宋史·武宗本纪·五行志》）
《宋書》載景祐元年春正月，“詔募民掘蝗種，給菽米。”

### 元朝
元大德十一年（1307年）“诸暨蝗及境，皆抱竹死。”（《元史·真宗本纪》）

### 明朝
朱元璋《御製皇陵碑》：“值天無雨，遺蝗騰翔。里人缺食，草木為糧。”
嘉靖三十九年，“蝗食禾苗殆盡；萬曆十四年飛蝗蔽空；清朝康熙三十四年蝗起寶武界，饑民相食。”（天津市《寶坻縣志》）
万历十九年（1591年），“天津县夏蝗飞蔽天，声如雷雨，食苗殆尽”，新乐“夏五月蝗生县东，未几数日滋类遍野。”
天启六年（1626年），迁安“秋七月飞蝗蔽野，大伤禾稼。”
崇祯三年（1630年）六月初九日，徐光启上疏“屯盐疏”，其中第三篇为“除蝗疏”，後编入《农政全书》。
有專家統計明朝蝗灾次數一共有94次。

### 清朝
陳芳生著有《捕蝗考》，有“备蝗事宜”和“前代捕蝗法”两部分，《四库全书总目提要》说它“条分缕析，颇为详备，虽卷佚寥寥，然颇俾于实用”。
《济南府志》记载康熙四年“春饥，免顺治十八年以前民欠赋粮并发帑分赈。六月大旱，飞虫蔽天，坠地如蜣螂”。
光绪三年《海盐县志》卷十三：“康熙十年七月二十日，蝗从西北来，飞过城上。”
嘉庆《松江府志》卷八十載：“康熙十一年，飞蝗蔽天，自北而南，所过但食竹叶芦穗，无食禾者。”
康熙五十六年（1716年）“徐州邻县秋蝗入州界，不食禾皆抱草而毙。”（《清史稿·灾异志》）
清雍正十年（1732年）“泗阳西乡柴林湖夏蝗蝻遍地，厚数寸。官兵惶惧，旋尽抱草僵死。”（《清史稿·灾异志》）
清乾隆五年（1740年）八月“河南蝗来境，抱草而死，不为灾。”（《清史稿·灾异志》）
光绪八年《归安县志》卷二七：“乾隆二十年，蝗蝻生。”
乾隆五十二年（1787年）郧阳二月“蝻起，至四月皆依草附木而枯。”《清史稿·灾异志》
咸豐二年（1852年）底：“柳、慶上年早蝗過重，一二不逞之徒倡亂，飢民隨從搶奪，比比皆然”。
咸豐三年（1853年），“夏，武郡蝗虫蔽日”（咸豐《武定府志》）
咸豐五年（1855年），“七月，蝗從南來，飛蔽天日．集田害稼”（宣統《重修恩縣誌》）
咸豐六年（1856年），“夏，蝗虫又起，飛翳天日，棲樹枝折，復值歲飢，木葉草亙，人虫爭相取食，衰鴻遍野，賣男鬻女”
咸豐六年（1856年），“五月，飛蝗遍野。六月，蝻生，食禾害稼”（民國《定陶縣誌》）
民国十年《嵊县志》卷十三：“咸丰六年八月，有蝗自北来，顷刻蔽天。”
咸豐六年（1856年），安徽皖北大旱，“旱，飛蝗大至，食禾幾盡。”（民國《太和縣誌》）
民国《吴县志》卷五五：“咸丰六年七月，蝗从西北来，如云蔽空，伤禾。同治元年七月甲申，飞蝗自北至南，有雷声送去。”
《清史稿·災異志》載：“八月，昌平蝗，邢台蝗，香河、順義、武邑、唐山蝗。”
咸豐七年，“秋七月至望復返，群飛蔽日，食禾太甚。”（雍正《遼州志》）
光绪三年（1877年）阜宁五月“大风雨，蝗抱草毙。”（《清史稿·灾异志》）
光绪《松江府志》卷三十九載“秋八月，飞蝗蔽天，城乡俱是，中秋后热如夏，蝗复来。”
宣统《太仓州志》卷二十六載“夏，蝗自北来，既而入海，灾亦不甚。”